# Оријак (Од)
Оријак (фр. Auriac) насеље је и општина у јужној Француској у региону Лангдок-Русијон, у департману Од која припада префектури Каркасон.
По подацима из 2011. године у општини је живело 32 становника, а густина насељености је износила 1,53 становника/km². Општина се простире на површини од 20,93 km². Налази се на средњој надморској висини од 568 метара (максималној 907 m, а минималној 356 m).

## Демографија
| 1962. | 1968. | 1975. | 1982. | 1990. | 1999. | 2011. |
| ----- | ----- | ----- | ----- | ----- | ----- | ----- |
| 1     | 37    | 28    | 25    | 29    | 35    | 32    |

График промене броја становника у току последњих година